# Chocolate Armenteros
Pour les articles homonymes, voir Armenteros.
Alfredo, dit Chocolate Armenteros, né à Santa Clara le 4 avril 1928 et mort le 6 janvier 2016, est un trompettiste de jazz afro-cubain.

## Biographie
Chocolate Armenteros a d'abord joué avec le Conjunto Los Astros dirigé par René Alvarez puis avec Arsenio Rodriguez. 
Son surnom vient du fait que quelqu'un l'a confondu une fois avec le boxeur Eligio Sardiñas Montalvo ("Kid Chocolate").
Il a accompagné de nombreux artistes : José Fajardo, César Concepción, Charlie Palmieri, Machito, etc.